# Căsătorii între persoane de același sex în Canada
Căsătoria între persoane de același sex a fost legalizată pe întregul teritoriu al Canadei prin Legea căsătoriei civile, care a fost promulgată la 20 iulie 2005. Decizii judiciare începând din 2003 au legalizat căsătoriile între persoane de același sex în opt din cele zece provincii canadiene, acoperind 90% din populația țării. Dar, noua lege din 20 iulie 2005 a legalizat căsătoria între persoane de același sex și în provinciile Alberta și Insula Prince Edward și în Teritoriile Nordvestice și Nunavut.